# Ranunculus acraeus
Ranunculus acraeus är en ranunkelväxtart som beskrevs av Peter B. Heenan och P.J.Lockh.. Ranunculus acraeus ingår i släktet ranunkler, och familjen ranunkelväxter. Inga underarter finns listade i Catalogue of Life.